# Ali Podrimja
Ali Podrimja (Gjakova, 28 de agosto de 1942 – 21 de julio de 2012) fue un poeta albano. Autor de más de una docena de volúmenes de versos convincentes y asertivos desde 1961, fue reconocido tanto en Kosovo como en la propia Albania como un poeta destacado e innovador. De hecho, fue considerado por muchos como el representante más típico del verso albanés moderno en Kosovo y fue sin duda el poeta kosovar con la más amplia reputación internacional.

## Biografía
Podrimia nació en Gjakova, en ese tiempo controlado por el Imperio italiano (hoy en día Kosovo). Después de una infancia difícil por la muerte de sus padres, estudió lengua y literatura albana en Pristina hasta 1966. La primera colexxión de Podrimja de versos elegíacos, Thirrje (1961), fue publicada cuando todavía estaba estudiando en Secundaria en Gjakova. Sus siguientes volúmenes introdujo nuevos elementos en el repertorio del poeta, una proclividad a los símbolos y alegorías, revelándolo como un simbolista maduro a gusto en una amplia variedad de rimas y metros.
A principios de los ochenta, publicó su colección más sublime Lum Lumi ("Lum Lumi", Pristina, 1982), que marca un punto de inflexión no solo en su propia obra sino en pa poesía kosovar en general. Este tributo inmortal del joven poeta a su hijo Lumi, que murió de cáncer, introdujo una preocupación existencialista por el dilema del ser, por elementos de soledad, miedo, muerte y destino. Ali Podrimja es un poeta lacónico. Su verso es compacto en la estructura, su imaginería es directa, escueto y desprovisto de cualquier verbosidad artificial. Los estudiosos elogiaban su convincente capacidad para adornar este paisaje rocoso elíptico, que recuerda al verso popular albanés, con metáforas inusuales, estructuras sintácticas inesperadas y rimas sutiles.
Ali Podrimja era miembro del Centro Europeo del Arte (EUARCE) de Grecia. https://anatakti.wordpress.com/2011/03/24/paiania-poems/
El 21 de julio de 2012, la policía francesa informó a las autoridades de la República de Kosovо que Podrimja fue encontrado muerto. Podrimja había perdido el contacto con los miembros de la familia desde hace muchos días.